# Décès en janvier 1974
Décès
- 1970
- 1971
- 1972
- 1973
- 1974
- 1975
- 1976
- 1977
- 1978

Pour une information complémentaire, voir la page d'aide.

| Date      | Nom                  | Pays                | Activités                              | Âge | Source |
| --------- | -------------------- | ------------------- | -------------------------------------- | --- | ------ |
| 4 janvier | Renzo Videsott       | Drapeau de l'Italie | Alpiniste et écologiste italien        | 69  | (it)   |
| 7 janvier | Louis-Philippe Paré  | Drapeau du Canada   | Enseignant canadien                    | 77  |        |
| 8 janvier | Maria Cristina Ogier | Drapeau de l'Italie | Laïque italienne, vénérable catholique | 19  |        |